# 乔·乔根森
乔·乔根森（英語：Jo Jorgensen，1957年5月1日—）是美国的一位学者与自由意志主义政治活动家。她是自由意志党在2020年总统选举中提名的美国总统候选人。乔根森曾是1996年美国总统选举中自由意志党副总统候选人，是哈里·布朗的竞选搭档 。她还是1992年南卡罗来纳州第四选区的自由意志党候选人，获得4,286票，占总票数的2.2%。

## 早年生活和教育经历
乔根森出生在伊利诺伊州的利伯蒂维尔，在格雷斯莱克长大，是格雷斯莱克中心高中的毕业生。
1979年，乔根森在贝勒大学获得心理学学士学位，随后于1980年在南方卫理公会大学获得企业经济学硕士学位。她在IBM开始了她的职业生涯，从事计算机系统的工作，离开那里后成为Digitech股份有限公司的部分所有者和总裁。2002年，她于克莱姆森大学获得工业与组织心理学博士学位。
乔根森是克莱姆森大学的心理学高级讲师，该大学是南卡罗来纳州克莱姆森市的一所公立赠地大学。
乔根森已婚，有两个成年的女儿和一个孙子。

## 选举历史

### 1992年美国众议院竞选
乔根森第一次参加竞选是1992年美国众议院选举。她代表自由意志黨投入南卡罗来纳州西北部的第四选区参选，反对现任民主党人莉斯·J·帕特森和共和党人鲍勃·英格里斯。最终乔根森以2.2％的选票位居第三。
| 政党   | 政党       | 候选人        | 票数    | %    | ±     |
| ------ | ---------- | ------------- | ------- | ---- | ----- |
|        | 共和党     | 鲍勃·英格里斯 | 99,879  | 50.3 | +11.9 |
|        | 民主党     | 莉斯·J·帕特森 | 94,182  | 47.5 | -13.9 |
|        | 自由意志黨 | 乔·乔根森     | 4,286   | 2.2  | +2.2  |
|        | 无政党     | 海选          | 63      | 0.0  | -0.2  |
| 多数票 | 多数票     | 多数票        | 5,697   | 2.8  | -20.2 |
| 投票率 | 投票率     | 投票率        | 198,410 |      |       |

### 1996年副总统竞选
在1996年美国总统选举之前，自由意志党提名乔根森为作家哈里·布朗的副总统竞选伙伴。乔根森在第一轮投票中以92%的得票率获得提名。10月22日，她与纳税人党的赫伯特·提图斯和自然法党的迈克·汤普金斯一起参加了由C-SPAN全国直播的副总统辩论。
布朗和乔根森在全部50个州和华盛顿特区参加投票，共获得485,759张选票，以0.5%的支持率排在第五位。当时，这是自由意志党自1980年以来表现最好的一次。

### 2020年总统竞选
2019年8月13日，乔根森向联邦选举委员会提交申请2020年选举的自由意志党总统候选人提名。她在2019年11月2日举行的南卡罗来纳州自由意志党大会上正式启动了竞选活动，随后参加了当天的南卡罗来纳州自由意志党正式总统辩论。
在不具有约束力的自由意志党初选中，乔根森在累积全民投票中排名第二，在11次初选获胜1次。2020年5月23日，乔根森正式成为自由意志党总统候选人，成为第一位女性自由意志党总统候选人，也是2020年唯一一位获得270张选举人票的女性总统候选人。同一天，乔根森的支持者将希拉里·克林顿2016年的非官方竞选口号“我和她在一起”重新调整用途，以引起对民主党总统候选人拜登和总统特朗普涉嫌性侵犯受害者的关注。这句口号当晚在推特上流行，并成为全国头条新闻。
截止到投票日后十日，乔根森在数个州的总统大选中都得到超过1%的票数，包括几个主要政党民主党和共和党候选人争夺非常激烈的战场州，其中亚利桑那，佐治亚，威斯康星和宾夕法尼亚，乔根森得票数都超过了民主党候选人当选总统乔拜登领先现任总统唐纳德川普的票数。

## 政治立场

### 社会保障
“社会保障将彻底改变……”乔根森社会保障计划中最关键也是最具争议的部分是任何美国人都可以选择退出社会保障，任何走这条路的人都可以将工资税的6.2%投资于个人退休账户，但在退休时不会获得任何社会保障福利。但是，乔根森致力于使该系统对目前的受益人和不选择退出的人保持财务稳定。

### 刑事司法改革
乔根森反对没收联邦民用资产。她还对美国的高监禁率表示批评。

### 毒品战争
乔根森反对禁毒战争，称之为“种族主义”和“失败”的政策。她支持废除毒品法。

### 警察非军事化
乔根森提倡警察的非军事化，称警察的职责是“追查暴力犯罪的具体实施者，而不是作为一种针对人民的力量”。

### 能源环境
乔根森支持核电站减少二氧化碳排放。她支持取消“各种形式的能源生产补贴，让无排放的核电有机会在公平竞争的环境中竞争”，但也支持使用有资质的水力压裂法，并表示会“追究水力压裂公司的损害赔偿责任”。

### 外交政策
乔根森反对禁运、经济制裁和对外援助。她赞成美国军队从国外战争中撤出。她主张与其他国家进行不干预、自由和开放的贸易。

### 经济政策
乔根森认为，政府不应该规定男女是否应该得到平等的报酬。她支持废除所得税，取消带薪休假。她还认为，企业在客户的要求与自己的宗教信仰相冲突时，应该能够拒绝向客户提供服务。

### 政府开支、赤字和债务
乔根森支持宪法当局阻止任何新的借款。她承诺将否决任何导致赤字的开支，否决任何提高债务上限的做法，并承诺“不会给我们的子孙后代带来两党臃肿预算的负担”。

### 医疗保健
和目前的单一支付者医疗卫生系统相比，乔根森更认可一个自由市场医疗保健系统。

### LGBT
乔根森认为政府有责任平等对待所有人。性取向、偏好、性别或性别认同不应影响政府对个人的待遇。

### 移民政策
在自由意志党总统初选辩论中，乔根森说，她将立即停止特朗普总统的边境墙建设，并取消限制谁可以移民美国的配额。在另一场初选辩论中，乔根森说她将“开放边界”，她把反移民情绪归咎于媒体对移民犯罪的过度报道。她认为移民有助于经济发展，文化融合是有益的。

### COVID-19
她曾表示，政府对COVID-19的回应是“我们有生之年对我们自由的最大侵犯”，无论是居家令等对个人行为的限制，还是对企业紧急救助的限制，她认为这与自由市场原则背道而驰，对关系密切的人有偏见。

## 外部連結
- 官方网站
- Issue Positions and quotes （页面存档备份，存于） On the Issues（英语：On the Issues）
- Profile （页面存档备份，存于） 政治反应中心（英语：Center for Responsive Politics）
- C-SPAN內的頁面（英文）

- 智慧投票计划中的傳記、投票紀錄及利益集團評級
- 聯邦選舉委員會中的競選財務報告和數據

| 政党职务             | 政党职务                          | 政党职务                 |
| -------------------- | --------------------------------- | ------------------------ |
| 前任者： 南西·洛德   | 自由意志党美国副总统提名人 1996年 | 繼任者： 艾尔特·奥利维尔 |
| 前任者： 加里·约翰逊 | 自由意志党美国总统提名人 2020年   | 最新的                   |